# تشيستر أ. تشيسني
تشيستر أ. تشيسني هو منفذ ‏ وسياسي أمريكي، ولد في 9 مارس 1916 في شيكاغو في الولايات المتحدة، وتوفي في 20 سبتمبر 1986 في ماركو آيلاند في الولايات المتحدة. نشط حزبياً في الحزب الديمقراطي. وقد انتخب مندوب ‏ المؤتمر الوطني الديمقراطي ‏ ( – 1968) وانتخب عضو مجلس النواب الأمريكي ‏.

## وصلات خارجية
- تشيستر أ. تشيسني على موقع مرجع كرة القدم المحترفة.كوم (الإنجليزية)